# Following the Sun
Following the Sun — пісня, написана в 2003 році проектом Enigma. Сингл став другим релізом з альбому Voyageur. У запису пісні брала участь Рут-Енн Бойл.

## Список композицій

### Promo CD Single (EU)
- Following the Sun [radio edit] (4:12)
- Following the Sun [album version] (5:48)
- Voyageur [Fab 4 mix] (4:30)

### CD Single (EU)
- Following the Sun [radio edit] (4:12)
- Following the Sun [album version] (5:48)
- Voyageur [Fab 4 mix] (4:30)